# دوري خاص بهم (مسلسل)
دوري خاص بهم (بالإنجليزية: A League of Their Own )‏ هو مسلسل كوميدي دراما أمريكي مقتبس من فيلم دوري خاص بهم إنتاج عام 1992. المسلسل من بطولة شانتيه ادامز، دارسي كاردن، روبرتا كوليندريز، غبيميسولا إيكوميلو، كيلي مكورماك ومولي افرايم، صدور الموسم الأول المتكون من 8 حلقات على منصة أمازون برايم في 12 أغسطس 2022.

## روابط خارجية
- الموقع الرسمي
- دوري خاص بهم على موقع IMDb (الإنجليزية)
- دوري خاص بهم على موقع ميتاكريتيك (الإنجليزية)
- دوري خاص بهم على موقع روتن توميتوز (الإنجليزية)
- دوري خاص بهم على موقع فيلمافينيتي (الإسبانية)
- دوري خاص بهم على موقع كينوبويسك (الروسية)
- دوري خاص بهم على موقع ألو سيني (الفرنسية)
- دوري خاص بهم على موقع قاعدة بيانات الفيلم (الإنجليزية)

لم يتم العثور على روابط لمواقع التواصل الاجتماعي.